# Yémen du Sud aux Jeux olympiques d'été de 1988
Le Yémen du Sud apparaît pour l'unique fois dans des Jeux d'été lors des Jeux olympiques d'été de 1988 à Séoul. (Le pays avait prévu de prendre part aux Jeux olympiques d'été de 1984 à Los Angeles, mais prend finalement part au boycott des Jeux.) Sa délégation à Séoul est composée de trois athlètes et de deux boxeurs. Aucun sportif ne remporte de médaille à l'issue de ces Jeux.
En 1990, le pays cesse d'exister, fusionnant avec le Yémen du Nord pour former le Yémen actuel.

## Résultats des sportifs engagés
| Sport      | Épreuve       | Sportif               | Résultat                                 |
| ---------- | ------------- | --------------------- | ---------------------------------------- |
| Athlétisme | 100 mètres    | Ehab Fuad Ahmed Nagi  | Éliminé lors des séries (11 s 53)        |
| Athlétisme | 200 mètres    | Sahim Saleh Mehdi     | Éliminé lors des séries (22 s 95)        |
| Athlétisme | 5 000 mètres  | Farouk Ahmed Sayed    | Éliminé lors des séries (15 min 11 s 20) |
| Boxe       | Poids plumes  | Ali Mohamed Jaffer    | 33e                                      |
| Boxe       | Poids mouches | Mohamed Mahfood Sayed | 17e                                      |